# ASC Police
Association Sportive et Culturelle de la Police (tiếng Ả Rập: الجمعية الرياضية و الثقافية للشرطة) là một câu lạc bộ bóng đá Mauritanie đến từ Nouakchott. Câu lạc bộ thi đấu ở Giải bóng đá hạng nhất quốc gia Mauritanie, với một lần vô địch năm 1981.

## Sân vận động
Hiện tại đội bóng thi đấu trên sân vận động Stade Olympique (Nouakchott) có sức chứa 10.000 chỗ ngồi.

## Danh hiệu
- Giải bóng đá hạng nhất quốc gia Mauritanie

Vô địch (7): 1981, 1982, 1986, 1987, 1988, 1990, 1991
- Cúp bóng đá Mauritanie

Vô địch (2): 1985, 1999

## Thành tích ở các giải đấu CAF
- Giải vô địch bóng đá các câu lạc bộ châu Phi: 1 lần

1983 – Vòng Một